# 코노 히요리

코노 히요리(일본어: 河野 ひより, 1998년 6월 21일~)는 2017년 데뷔한 일본의 여성 성우이다. 출신지는 야마나시현이고 2017년에 데뷔하였다.